# 김현 (문학평론가)
김현(金炫, 1942년 7월 29일 ~ 1990년 6월 27일)은 대한민국의 불문학자이자 문학평론가이다.

## 생애
본명은 김광남(金光南)이다. 전라남도 진도에서 출생하였으며 지난날 한때 경상북도 경주에서 잠시 유아기를 보낸 적이 있는 그는 경복고 졸업과 서울대학교 문리과대학 불어불문학과 학사 학위를 거쳐 1967년 서울대 대학원을 석사 학위 취득했으며, 그 후 프랑스 스트라스부르대학교 대학원 석사과정에서 수학했다. 대학 재학 중인 1962년 《자유문학(自由文學)》에 평론 〈나르시스의 시론(詩論)〉을 발표하면서 평론 활동을 시작하였다. 1971년에서 1974년까지 서울대학교 교양과정부 전임강사를, 1974년부터 1990년 사망하기 전까지 서울대학교 불어불문학과 교수를 지냈다.

## 업적
《산문시대》·《사계》·《문학과지성》 등의 동인으로 활동했다. 특히 1970년 김병익·김주연·김치수 등과 함께 계간 《문학과지성》을 창간하여 문단에 활력적인 영향을 끼쳤다.(이것은 1980년대부터 '문지·창비 시대'라는 문단 양대 산맥의 문예지·출판사 구도를 만들어낸다.) 《존재와 언어》·《상상력과 인간》 등 8권의 평론집을 발간, 문학평론 분야에서 여러 가지 선구적 역할을 남겼으며 많은 이론적 틀을 마련했다. 1980년대 대표적인 문학평론가로 추앙받고 있다. 프랑스 현대 문학과 사상의 영향을 받았으며, 주로 실존적 정신 분석의 방법으로 평론을 썼다. 《존재와 언어》·《상상력과 인간》·《문학 사회학》·《책읽기의 즐거움》·《책읽기의 괴로움》 등 다수의 저서를 남겼다.

## 수상
- 1980년 현대문학상(현대문학사)
- 1990년 팔봉비평문학상(한국일보사)

## 작품 목록

### 비평집
- 《존재와 언어》(1967)
- 《상상력과 인간》(1973)
- 《사회와 윤리》(1974)
- 《문학과 유토피아》(1980)
- 《젊은 시인들의 상상세계》(1984)
- 《책읽기의 괴로움》(1984)
- 《분석과 해석》(1988)
- 《말들의 풍경》(1990)

### 연구서
- 《한국문학사》(1973) : 김윤식과의 공저
- 《한국문학의 위상》(1977)
- 《르네 지라르 혹은 폭력의 구조》(1987)
- 《시칠리아의 암소-미셸 푸코 연구》(1990)

### 기타
- 《행복한 책읽기 - 김현의 일기 1986~1989》(1992)

## 같이 보기
- 목포문학관

## 참고 자료
- 김현 - 두산세계대백과사전